# Putain de chat (série de bande dessinée)
 (avril 2023).

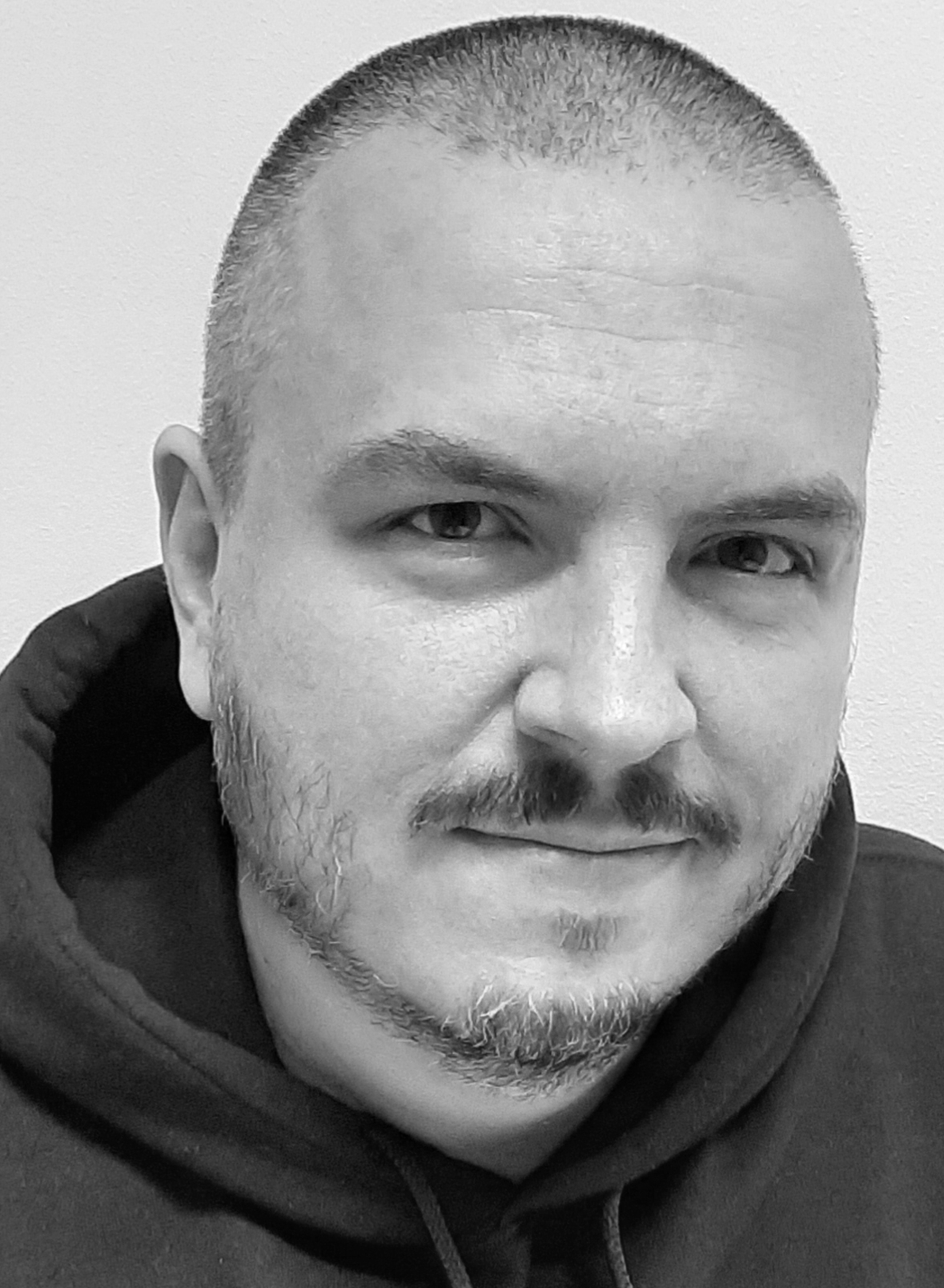
Lapuss, réalisateur et dessinateur de la série de bande-dessinée Putain de chat.

Putain de chat est une série de bande-dessinée humoristique franco-belge comportant actuellement 14 tomes, dont le premier sort en 2016 et dont les deux derniers sont destinés au Best Of et à l'intégrale. Les albums sont réalisés et dessinés par le dessinateur belge Lapuss. La série est publiée par les éditions Monsieur Pop Corn pour les quatre premiers albums, puis par les éditions Kennes.
Les dessins sont réalisés au trait noir régulier sur fond blanc, sans techniques supplémentaires.

## Résumé
La série de bande-dessinée met en scène la vie d'un adulte chauve et de son chat noir « Moustique », qui s'occupera le reste de sa vie de ce dernier. Malgré son caractère satanique, le chat noir prend finalement plaisir à vivre avec son maître, mais continue à faire des bêtises. La famille grandissant au fil des tomes, Moustique a pour nouveau compagnon un petit chat blanc femelle nommé « Grisbi », dont le caractère et l'apparence est tout l'opposé de celui de Moustique.
L'histoire dévoile la « véritable identité du chat » selon Lapuss, dans un sens comique. D'après lui, sa série ne s'inspire pas de sa vie réelle, mais en reprend les exacts éléments.

## Succès
La série compte 10 mille exemplaires de vendus, classée par la suite dans le top 15 des meilleures ventes GFK. En 2017, les ventes du tome 1 atteignent les 30 mille exemplaires. L'auteur décide alors de créer la page Facebook officielle de son propre personnage, Moustique.

## Avis et critiques
Aurélien Bouysse, éditeur de l'album, affirme : « Il y a déjà eu des chats à succès dans la BD, comme Gardfield. Mais jamais avec cet humour noir et cynique. Je crois que chaque propriétaire de chat peut y retrouver un peu de sa vie. Enfin, le petit format et le prix abordable ont aussi contribué au succès ».